# ديك فولر (لاعب كرة قاعدة)
ديك فولر (بالإنجليزية: Dick Fowler)‏ هو لاعب كرة قاعدة أمريكي، ولد في 30 مارس 1921 في تورونتو في كندا، وتوفي في 22 مايو 1972 في أونيونتا في الولايات المتحدة.